# La Châtelaine de Shenstone
La Châtelaine de Shenstone (titre original : The Mistress of Shenstone), est un roman de l’écrivain américain Florence L. Barclay, publié aux États-Unis en 1910.
En France, il est paru pour la première fois en 1922 aux éditions Librairie Plon - Nourrit et Cie, et a été régulièrement réédité jusqu'en 1952. 

## Synopsis
La belle Lady Myra Ingleby, dont le mari est au front, reçoit la nouvelle de la mort de celui-ci. On lui apprend que son décès est la conséquence d'un accident perpétré par l'un de ses compagnons d'armes. Myra Ingleby, qui connaît ceux-ci personnellement, ne souhaite pas connaître l'identité du meurtrier. Elle continue cependant à recevoir chez elle les camarades d'armée de son époux, dont certains lui font la cour. Ne pouvant dominer son envie de tenter de deviner lequel d'entre eux est l'assassin de son mari, sa santé s'en ressent. Son médecin lui prescrit alors de prendre du repos sur la côte de Cornouailles. Elle se retire dans une auberge où elle s'inscrit sous un faux nom, afin d'être sûre de n'être pas importunée. Elle y rencontre trois vieilles sœurs célibataires, les Murgatroyd, ainsi que Jim Airth, un ancien militaire solitaire et taciturne qui ne lui prête aucune attention. 
Un après-midi, elle s'endort sur une petite plage fermée par des falaises, inconsciente du danger de la marée montante. Jim Airth l'aperçoit et la sauve non sans de nombreux difficultés et périls. Une romance naît aussitôt entre eux, mais lorsque Jim Airth apprend la véritable identité de sa dulcinée, il se sépare d'elle, au grand désarroi de Myra qui impute sa décision à la différence de rang social qui les sépare. Les anciens compagnons d'armes de son défunt mari lui apprennent alors que Jim Airth est celui qui est à l'origine de l'accident qui a coûté la vie à son époux ; ils lui apprennent également qu'il est un aristocrate écossais très fortuné. Lady Myra Ingleby pardonne à Jim Airth, mais celui-ci ne peut se résoudre à épouser la veuve de celui qu'il a tué. Jane Dalmain, la fidèle amie de Myra, intervient pour réunir le couple, qui finit par se marier. Pour le voyage de noces, Myra et Jim retournent à l'auberge où ils se sont rencontrés.

## Éditions françaises
- 1922 : La Châtelaine de Shenstone, Librairie Plon - Éditions Nourrit et Cie, Paris ; traduit par E. de Saint-Segond ; relié, In-16, 260 p.
- 1951 : La Châtelaine de Shenstone, Collection Nelson no 431, Éditions Nelson, Paris ; traduit par E. de Saint-Segond ; In-16, 278 p., avec jaquette de Georges Dutriac.

## Adaptations
Au cinéma
- 1921 : The Mistress of Shenstone, film américain réalisé par Henry King, avec Pauline Frederick, Roy Stewart et Emmett King.

Au théâtre
- 1930 : La Châtelaine de Shenstone, d'André Bisson. Comédie en 4 actes. Représentée pour la première fois, à Paris, sur la scène du Théâtre national de l'Odéon, le vendredi 28 février 1930. Interprétation : Pierre Richard-Willm (Jim), Annie Ducaux (Myra), Paulette Marinier (Jeanne)[2].

## Sources
- Bibliothèque nationale de France (pour la bibliographie)
- (fr) Biographie de Florence Barclay
- (en) Biographie de Florence Barclay
- Préface de l'éditeur dans l'édition de 1947 du roman La Châtelaine de Shenstone aux éditions Nelson no 431.